# Kellinghusen

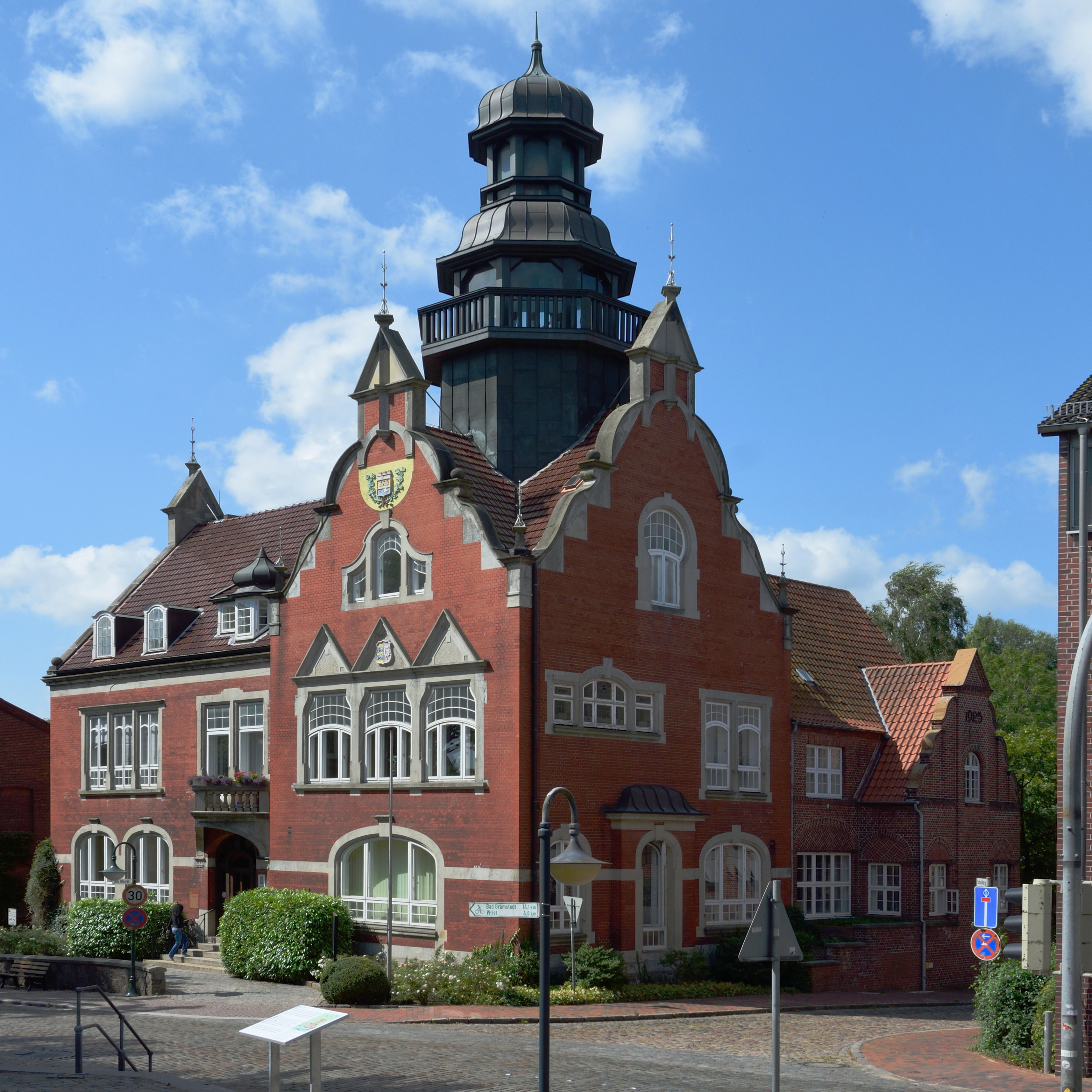
Altes Rathaus

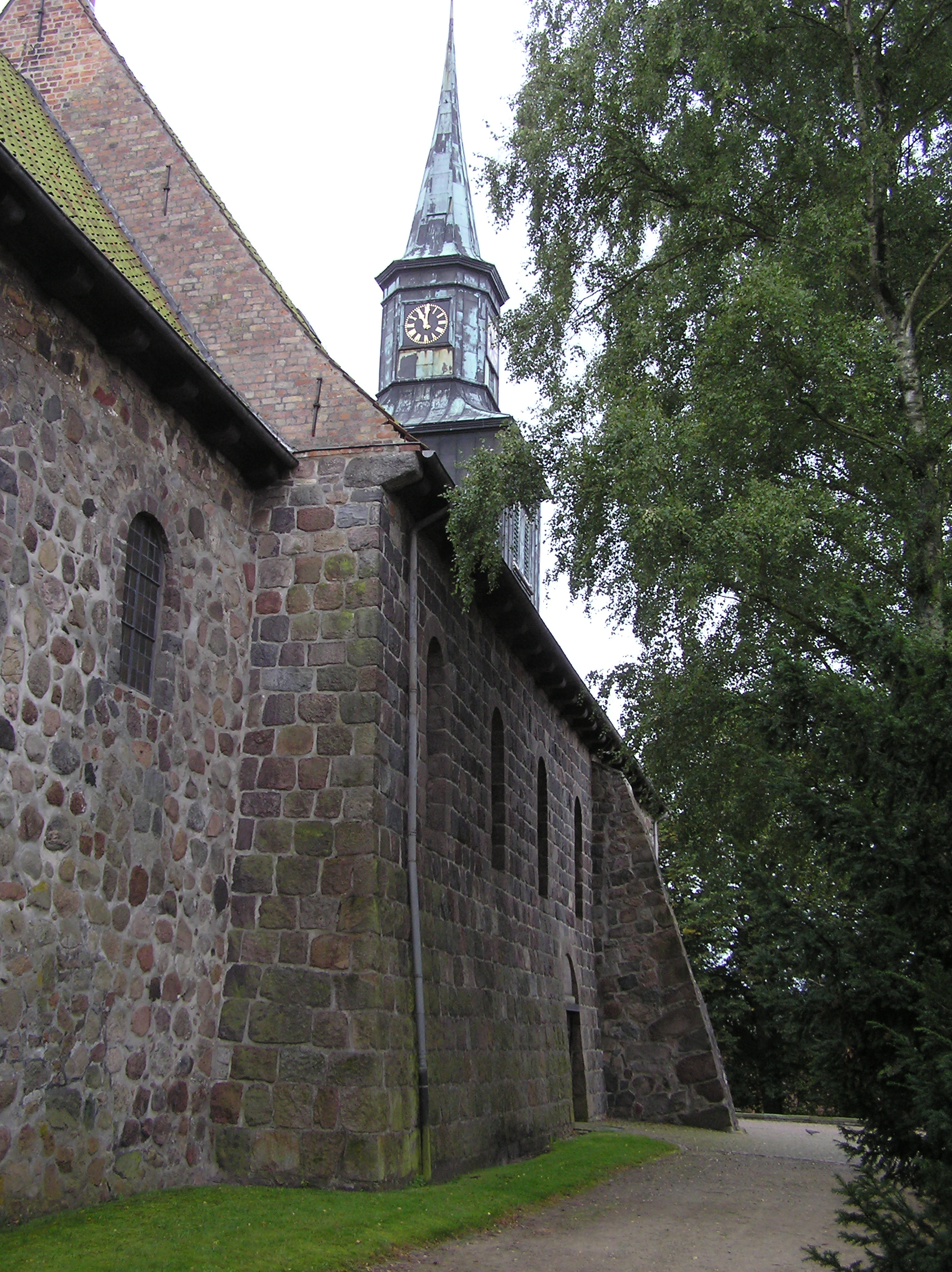
St.-Cyriacus-Kirche

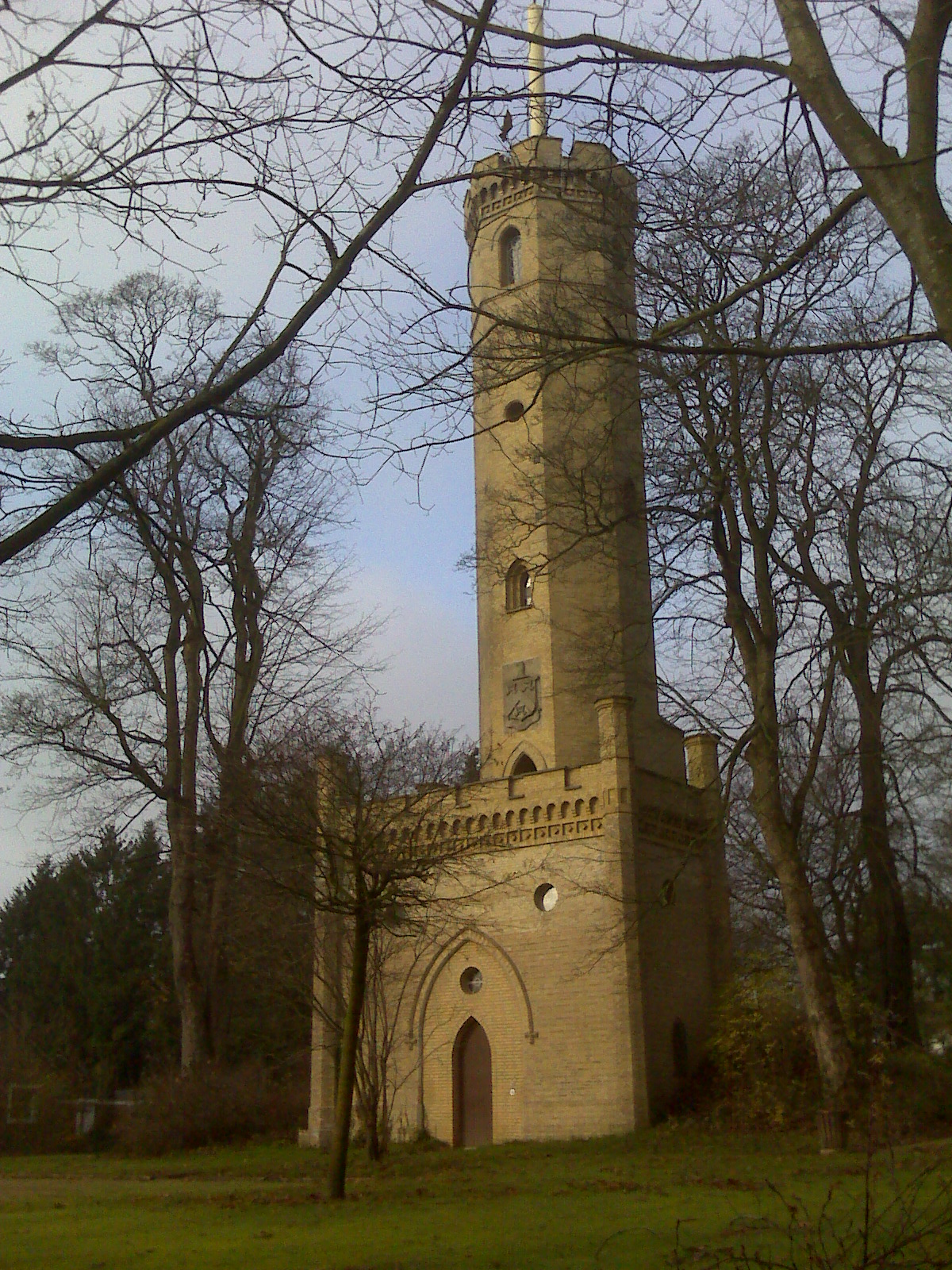
Luisenberger Turm

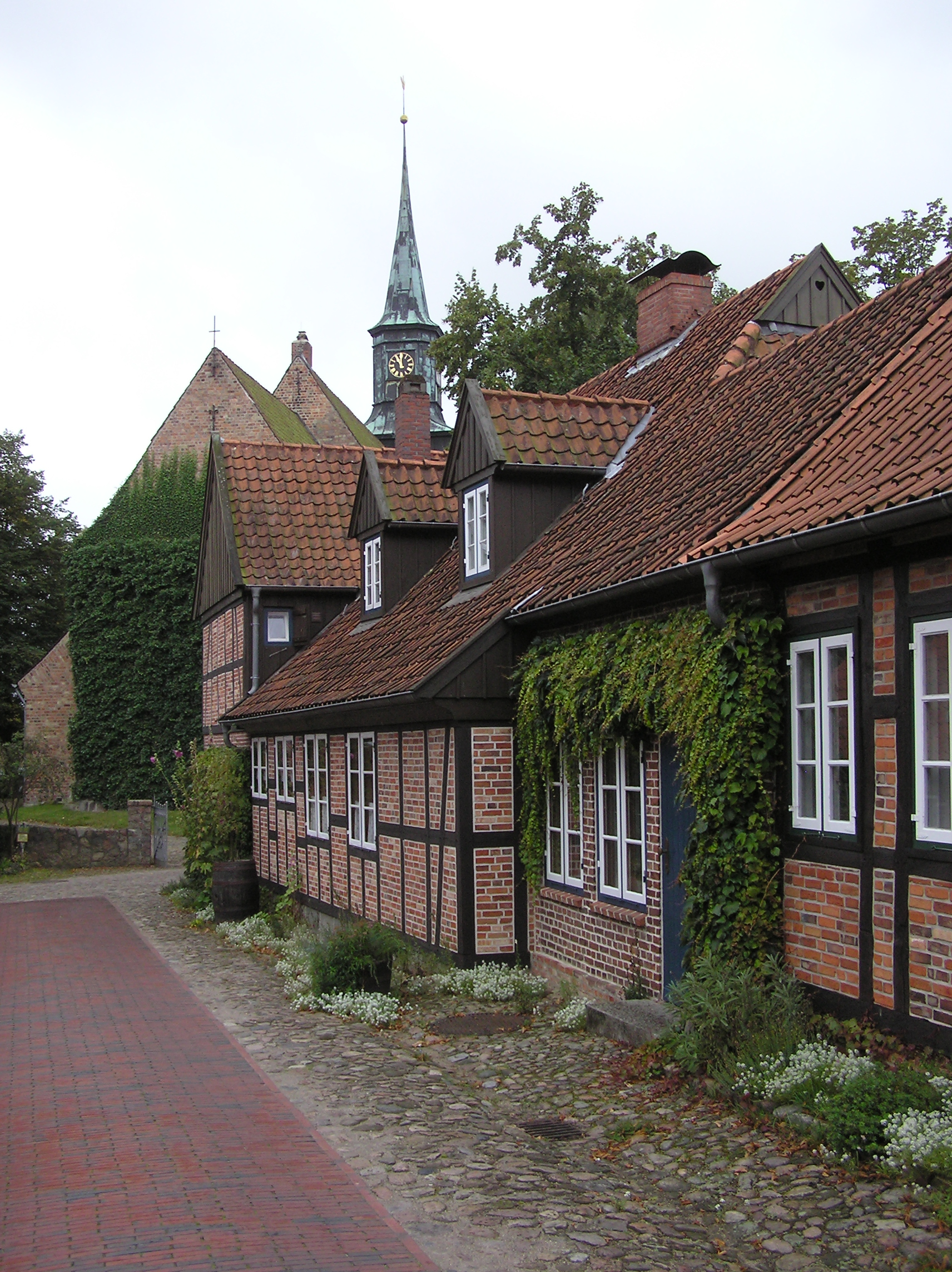
Kellinghusen

Kellinghusen ist eine kleinstädtische Gemeinde im Kreis Steinburg in Schleswig-Holstein.

## Geografie

### Geographische Lage
Die Stadt Kellinghusen liegt am mittleren Lauf des Flusses Stör nordöstlich der Kreisstadt Itzehoe im südöstlichen Bereich des Naturraums Heide-Itzehoer Geest. Bis ein Stück flussaufwärts vom Ort wird die Stör vom Gezeitengang der Elbe beeinflusst. Der Tidenhub in Kellinghusen beträgt etwa 1,50 m. Ein bis zweimal im Jahr tritt die Stör so weit über die Ufer, dass einige Straßen gesperrt werden müssen.

### Ortsteile
Ortsteile sind Feldhusen, Grönhude, Krim, Marienhof, Mühlenbek, Overndorf, Rensing, Schäferkathe und Vorbrügge.

### Nachbarstädte
| Heide 49 km      | Hohenwestedt 15 km                          | Neumünster 22 km    |
| Itzehoe 14 km    | Kompassrose, die auf Nachbargemeinden zeigt | Bad Bramstedt 11 km |
| Glückstadt 25 km | Elmshorn 20 km                              | Kaltenkirchen 20 km |

## Geschichte

### Bis zum Ersten Weltkrieg
Der – mit ziemlicher Sicherheit – schon vor der Zeit Karls des Großen (768–814) entstandene Ort ist um das Jahr 1148 erstmals namentlich als Kellinghusen benannt worden („Thoto von Kerlegehuse“). Der Name hat altnordische Wurzeln und lässt sich als „Mit Häusern bebauter Platz der Leute des Karl“ übersetzen, wobei die Leute des Karl keine Franken Karls des Großen, sondern altnordische Gemeindefreie sind. Kellinghusen war zeitweilig Sitz des Goding bzw. Goting der Holsteiner und daher schon in vorchristlicher Zeit ein wichtiger Ort. Die Einwohner waren später vornehmlich Handwerker, Handel- und Gewerbetreibende. Reichliche Tonvorkommen begünstigten die Gründung von Fayence-Fabriken. In der dänischen Zeit stellte Kellinghusen das Geschirr für Dänemark her. Die Stadt wurde damit im 18. Jahrhundert bekannt. Noch heute trägt sie den Namen Keramikstadt Kellinghusen.
Das Fleckenrecht wurde 1740 verliehen; das Stadtrecht 1877.
Im 19. Jahrhundert erlangte der aus Hamburg stammende Hugenotte Camille Vidal, Gründer und Mitinhaber der „Fernsichter Thonwaaren Fabriken AG“, auf der Londoner Weltausstellung 1862 Anerkennung für seine Kachelöfen, von denen sich noch ein Exemplar im Museum Kellinghusen befindet. 1870 stellte auch er wie die anderen Produzenten wegen der Konkurrenz durch ausländische Industrieware den Betrieb ein. Fernsicht wurde Landgut des späteren Hamburger Politikers August Jauch.

### Bis zum Ende des Zweiten Weltkrieges
Nach dem Ersten Weltkrieg und dem Beginn der Weimarer Republik galt auch in Kellinghusen, wie in allen Gemeinden des Reiches, die Kommunale Selbstverwaltung. 1933 änderte sich das. Mit der Ernennung Adolf Hitlers zum Reichskanzler wurde eine zunehmend zentralistische Diktatur der NSDAP eingeführt, in der der Rechtsstaat und die Menschenrechte nichts mehr galten. Diese Diktatur wurde möglich durch eine reichsweite Organisation der Nationalsozialisten. Sie hatte in nahezu jedem Ort eine Parteigruppe, zu der auch SA- und SS-Mitglieder gehörten. Verbrechen geschahen überall – so auch in Kellinghusen. Nach der Machtergreifung etablierte sich ein regelrechter Unrechtsstaat.
Am 5. März 1933 wurde auf offener Straße der 23-jährige Rotsport-Handballer Otto Fabian von SA-Leuten aus Kellinghusen ermordet. Staatsanwaltliche Ermittlungen dazu wurden innerhalb weniger Tage eingestellt, da die Behörden vielfach schon mit den Nazis zusammenarbeiteten. Der noch 1932 mit großer Mehrheit gewählte SPD-Bürgermeister Strobel wurde widerrechtlich abgesetzt. An seine Stelle trat der NSDAP-Ortsgruppenleiter Wilhelm Burmeister, der damit auch Chef der Polizei war. Am 15. Mai 1933 ordnete er eine Verfolgung der Kommunisten in Kellinghusen an, wobei 17 Wohnungen gestürmt wurden. Zwei Tage später wurde gegen örtliche Gewerkschafter vorgegangen, am 29. Mai gegen den örtlichen „Arbeiter-, Turn- und Sportverein“. Am schlimmsten wüteten SA-Angehörige, als sie am 7. August 1933 ehemalige Sozialdemokraten und Kommunisten systematisch verprügelten und schwer misshandelten.

### Nach 1945
Die nationalsozialistischen Verbrechen wurden lange Zeit totgeschwiegen. Erst 2007 wurde ein Stolperstein zum Andenken an Otto Fabian verlegt.
Zur Zeit des Kalten Krieges beherbergte Kellinghusen eine große Garnison der Bundeswehr; hier waren vor allem Artillerie-Einheiten der 6. Panzergrenadierdivision stationiert. Außerdem gab es das Sondermunitionslager Kellinghusen, ein Sonderwaffenlager der US-Streitkräfte. Heute erinnert der Ehrenhain der schleswig-holsteinischen Artillerie an diese Zeit.

## Politik

### Amt Kellinghusen
Kellinghusen ist Teil und Verwaltungssitz des Amtes Kellinghusen, das am 1. Januar 2008 aus dem alten Amt Kellinghusen-Land, der Stadt Kellinghusen und den Gemeinden Lockstedt und Hohenlockstedt gebildet wurde.

### Ratsversammlung
- CDU: 6
- Grüne: 2
- SPD: 3
- FDP: 2
- BFK: 8

Die Ratsversammlung ist die kommunale Volksvertretung der Stadt Kellinghusen. Über die Zusammensetzung entscheiden die Bürger alle fünf Jahre. Die letzte Kommunalwahl fand am 14. Mai 2023 statt. Diese führte bei einer Wahlbeteiligung von 44,8 % zu nebenstehender Zusammensetzung der Stadtvertretung.

### Ehrenamtliche Bürgermeister
- 1945–1946 Emil Staben (SPD)
- 1946 Hermann Nau (SPD)
- 1946–1948 Emil Staben (SPD)
- 1948–1950 Otto Staack (DWB)
- 2010–2015 Axel Pietsch (BFK)

### Stadtdirektoren
- 1945–1947 Albin Strobel
- 1947–1950 Walter Ellerbrock

### Hauptamtliche Bürgermeister
- 1950–1953 Gerhard Muhs (parteilos)
- 1953–1971 Paul Jeske (parteilos)
- 1971–1976 Herbert Hinz (CDU)
- 1977–1982 Helmut Hagedorn (CDU)
- 1982–1992 Franz-Joseph Kuß (parteilos)
- 1992–2003 Siegfried Kalis (SPD)
- 2004–2010 Helga Maria Nießen (parteilos)
- seit 2015 Axel Pietsch (BFK)

### Wappen
Blasonierung: „Geteilt von Gold und Blau. Oben auf grünem Hügel eine rote Burg mit drei schwarz bedachten Zinnentürmen und offenem Tor, unten auf Wellen ein silberner Einmaster mit silbernem Wimpel am Mast.“

## Kultur und Sehenswürdigkeiten
Die St.-Cyriacus-Kirche, das Rathaus sowie der Luisenberger Turm sind markante Wahrzeichen von Kellinghusen, die Besuchern sofort ins Auge fallen.

### Die St.-Cyriacus-Kirche
1154 wurde die St.-Cyriacus-Kirche von Mönchen aus dem von Vizelin gegründeten Kloster in Wippendorf (Neumünster) erbaut.

### Rathaus

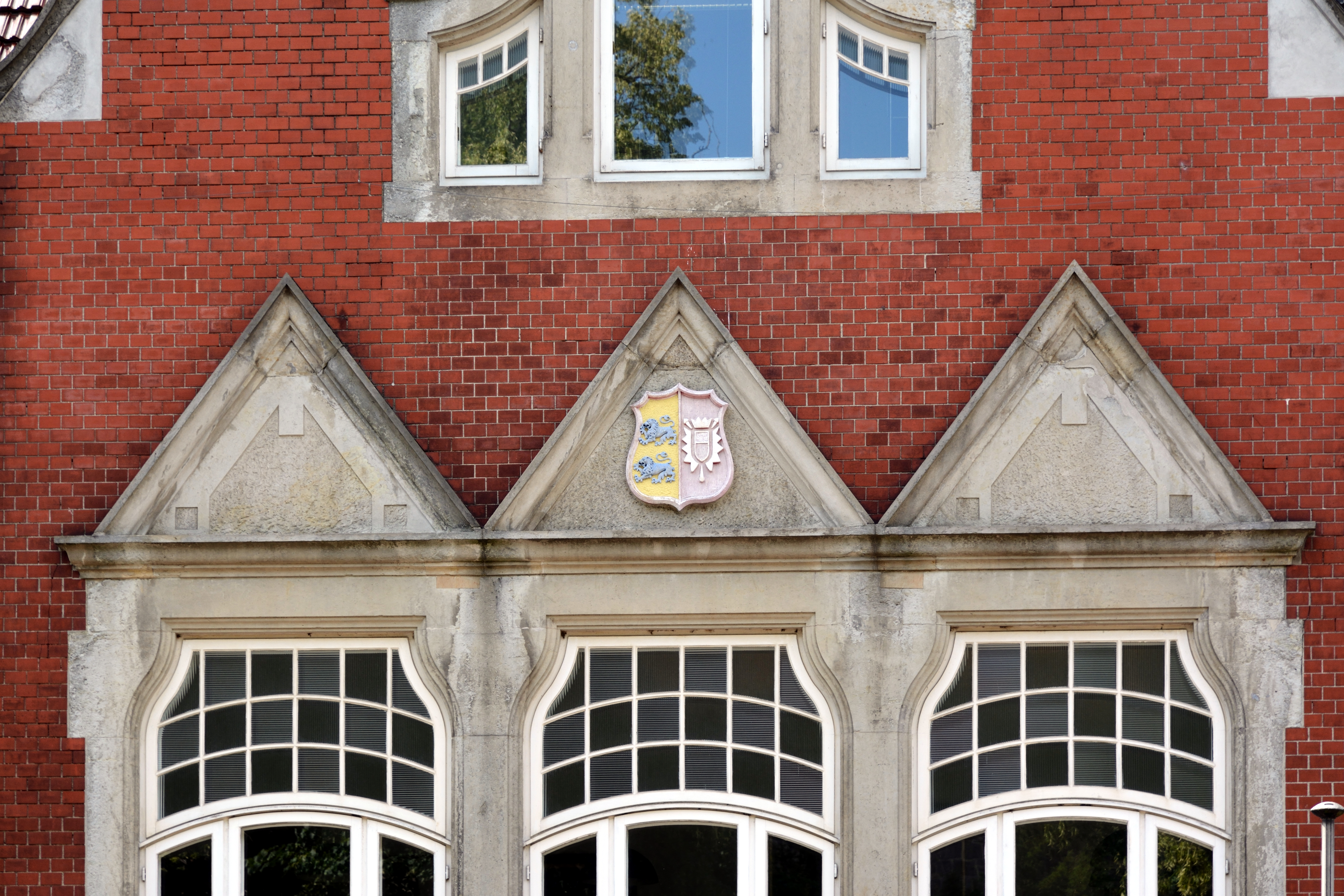
Das Wappen am Rathaus

Das 1906 bis 1908 errichtete Rathaus wurde durch Spenden Kellinghusener Bürger ermöglicht. An der Fassade finden sich Formen des Historismus sowie Jugendstilelemente. Das Treppenhaus ist mit Buntglasfenstern ausgestattet, die allegorische Motive aus Handel, Industrie, Handwerk und Landwirtschaft zeigen.
An der Fassade des Rathauses sind das Kellinghusener Wappen sowie das Landeswappen von Schleswig-Holstein abgebildet. Beim Landeswappen allerdings stehen im heraldisch rechten Feld (also für den Betrachter links) die beiden blauen übereinander schreitenden Löwen nach außen gewandt, also wie die originalen Schleswigschen Löwen und genauso, wie sie der Anekdote nach Bismarck nicht sehen wollte. Diese falsche Darstellung des Landeswappens findet sich recht selten.

### Luisenberger Turm
Der im neugotischen Stil gestaltete Luisenberger Turm wurde 1858 als Ersatz für einen hölzernen Aussichtsturm errichtet. Sein Name stammt von dem nördlich gelegenen Wohnhaus des Grafen Hans Heinrich von Rantzau, der es nach seiner Ehefrau Louise benannt hatte.

### Museum Kellinghusen
Das Museum Kellinghusen befindet sich im historischen Rathaus und widmet sich der bedeutenden Keramiktradition des Ortes sowie Tasteninstrumenten.

### Veranstaltungen
Kellinghusen ist sowohl für seinen Geranienmarkt als auch seinen Töpfermarkt, in der Regel am zweiten Augustwochenende, weit über seine Grenzen hinaus bekannt. Weit über die Stadtgrenzen hinaus gilt auch das Weinfest, veranstaltet vom „Kaufmännischen Verein in Kellinghusen“, das immer im September stattfindet. Bekannt wurde das Weinfest in Kellinghusen durch sein liebevoll ausgestattetes Ambiente.
Rund um die St.-Cyriacus-Kirche findet im Dezember der stimmungsvolle Weihnachtsmarkt statt. Außerdem wurde bis vor einigen Jahren über 25 mal der Stör-Pokal, ein internationales Tennisturnier im Rahmen der German Masters Series, ausgetragen. 1963 nahm Kellinghusen mehrere Male an der im Rundfunk (RIAS und NDR) ausgestrahlten und von Hans Rosenthal moderierten Ratesendung „Allein gegen Alle“ teil.

## Wirtschaft und Infrastruktur

### Bildung
- Grundschule Kellinghusen, Otto-Ralfs-Straße (348 Schüler in 16 Klassen)
- Gemeinschaftsschule Kellinghusen (mit gymnasialer Oberstufe), Danziger Straße (820 Schüler in 41 Klassen)

Schülerzahlen aus dem Schuljahr 2020/2021.

### Verkehr
Die Bundesstraße 206 lief durch das Stadtgebiet, wird heute jedoch über eine Umgehungsstraße am Stadtzentrum vorbeigeführt. Kellinghusen hat über die Ausfahrt Bad Bramstedt Anschluss an die Bundesautobahn 7 und über die Ausfahrten Itzehoe Nord, West und Süd Anschluss an die Bundesautobahn 23. Die A 20 soll nach aktueller Planung südlich an Kellinghusen vorbeiführen, wodurch ein weiterer Anschluss an das deutsche Autobahnnetz zwischen Wrist und Bokel entstehen soll.
Die nächsten Bahnhöfe sind in Wrist, Itzehoe und Bad Bramstedt. Kellinghusen war von 1889 bis 1975 (Güterverkehr bis 1995) mit einem eigenen Bahnhof an der Bahnstrecke Wrist–Itzehoe an das Schienennetz angebunden.
Die Wiederanbindung der Stadt Kellinghusen an den SPNV wird vorbereitet und war zunächst für Dezember 2014 angekündigt, wurde jedoch auf Juli 2017 verschoben. Ende 2018 gab es noch keine Baumaßnahmen, ein Beginn ist nicht bekannt. Von Wrist wird ein halbstündliches Zugangebot nach Hamburg angeboten.

### Schutzgebiete
Die Stör und ein schmaler Uferstreifen im Gemeindegebiet sind Teil des europäischen NATURA 2000-Schutzgebietes FFH-Gebiet Schleswig-Holsteinisches Elbästuar und angrenzende Flächen. Kurz vor der Störbrücke der Landesstraße 115 in Grönhude schließt sich das FFH-Gebiet Mittlere Stör, Bramau und Bünzau an.
Durch den nach ihr benannten Kellinghusener Ortsteil Mühlenbek fließt die in die Stör mündende Mühlenbek. Dieser Teil der Mühlenbek ist Teil des FFH-Gebietes Mühlenbarbeker Au und angrenzendes Quellhangmoor.
Im äußersten Nordosten des Gemeindegebietes im Ortsteil Rensing liegt das am 2. März 1938 geschaffene Naturschutzgebiet Heideflächen bei Kellinghusen. Es ist Teil des FFH-Gebietes Heiden und Dünen bei Störkathen.
Bis Kellinghusen darf die Stör noch mit Motorfahrzeugen befahren werden, ab etwas oberhalb des Kellinghusener Hafens ist nur noch das Befahren ohne Motor erlaubt. Der Flusslauf ist jedoch an vielen Stellen durch Versandung nicht einmal tief genug für kleine Motorboote.
Kellinghusen liegt am Naturpark Aukrug. Die leicht hügelige Umgebung dieses Naturparks in klimatisch günstiger Lage, bestehend aus Wäldern, Teichen, Moor- und Heideflächen, ist eine beliebte Ferienregion. Ebenfalls in der Nähe sind das Stör- und Bramautal. Im Ortsteil Rensing liegt der Rensinger See.

## Persönlichkeiten

### In Kellinghusen geboren
- Paulus Egardus (1578/79–1655), Pastor und Erbauungsschriftsteller
- Bertha Pabst-Ross (1824–1910), Malerin und Schwester von Charlotte Vahldiek
- Charlotte Vahldiek (1826–1902), Malerin und Schwester von Bertha Pabst-Ross
- Wilhelm Petersen (1835–1900), Verwaltungsjurist und Literaturkritiker
- Hugo Alpen (1842–1917), Komponist, Chorleiter und Gesangslehrer
- Wilhelmine Kähler (1864–1941), Politikerin (SPD), MdR, MdL (Preußen) und Gewerkschafterin
- Hartwig Sievers (1902–1970), Schauspieler und Hörspielsprecher
- Detlef Haase (1924–1997), Politiker (SPD), MdL Schleswig-Holstein, MdB, MdEP und Gewerkschafter
- Walter Bielenberg (1928–2014), Verwaltungsjurist und bekannt durch seine Kommentare zum Baurecht.
- Manfred Schlüter (* 1953), Autor, Illustrator und freier Künstler (Malerei, Grafik, Objekt)
- Jörn Thießen (* 1961), Politiker (SPD)
- Andrea Lohse (* 1964), Rechtswissenschaftlerin und Hochschullehrerin
- Anette Röttger (* 1964), Politikerin (CDU), MdL Schleswig-Holstein
- Thorsten Storm (* 1964), ehem. Bundesliga-Handballspieler von SG Weiche-Handewitt und THW Kiel
- Heiner Rickers (* 1966), Landtagsabgeordneter (CDU)
- Rainer Meifert (* 1967), Schauspieler, Sänger und ehemaliges Model
- Marco Hartrich (* 1972), Richter und politischer Beamter (Bündnis 90/Die Grünen)

Gutshaus Fernsicht am Ufer der Stör

### Mit Kellinghusen verbunden
- Florian von Bornstädt (* 1991), deutscher Drehbuchautor und Filmregisseur
- Lotte Brügmann-Eberhardt (1921–2018), Schriftstellerin
- Marie von Buddenbrock (1883–1979), Kunstmalerin und Illustratorin
- August Jauch (1848–1930), Gutsherr auf Fernsicht und Marienhof bei Kellinghusen, Hamburger Politiker
- Sebastian Heinrich Kirch (1711–1768), Porzellanmaler und Hersteller von Fayencen
- Detlev von Liliencron (1844–1909), Dichter, Kirchspielvogt in Kellinghusen
- Julius Mannhardt (1834–1893), deutscher Ophthalmologe, Schriftsteller und Diplomat